# 直列10気筒

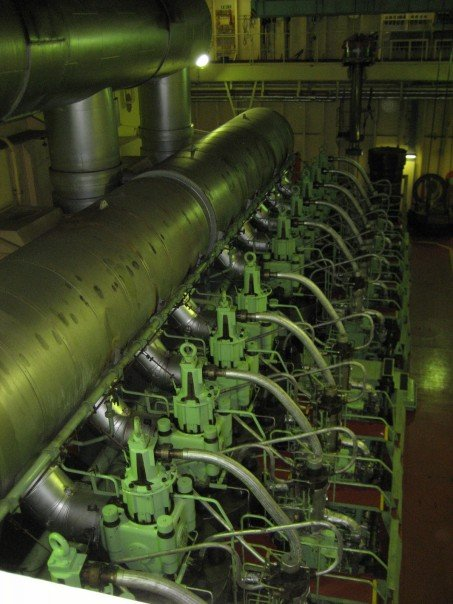
MAN社製「B&W 10K90MC-C」2ストロークディーゼルエンジン。大型のコンテナ船などに搭載される巨大なエンジンで、総出力は58,600馬力(43,100 kW)である。

直列10気筒（ちょくれつ10きとう）とはシリンダー（気筒）が10個直列に並んでいるレシプロエンジン等のシリンダー配列をいう。略して「直10」とも記載することもある。

直列10気筒は長大なエンジンとなる為、通常は自動車に使用される事はなく、主に大型船舶のエンジンとして用いられる。

## 船舶用エンジン
大型船舶、特にコンテナ船に採用例が多い。
著名なものとしてMAN社製のB&Wディーゼルエンジンシリーズが存在する。写真の「B&W 10K90MC-C」2ストローク重油ディーゼルエンジンは、104rpmで58,600馬力(43,100 kW)の出力を発揮する。